# Algis Šimkus
Algis Šimkus   (Shenandoah, 20 de febrer de 1917 - Seattle, 11 de desembre de 2012) fou un advocat, pianista, director i compositor estatunidenc. Fill del compositor i director Stasys Šimkus.
Els pares van tornar dels Estats Units a Lituània, 1928/35. Als conservatoris de Klaipėda i Kaunas, van aprendre a tocar al piano pels professors Ignat Prielgauskas, Elena Laumenskienė, Lidija Dauguvietytė i Vladimir Ružickis. de 1936/41, també s'ha desenvolupat amb E. Hansen-Herbeck a Kaunas.
1941 es va graduar a la Universitat de Vílnius i va obtenir un títol jurídic. 1942/44. Va estudiar a l'Escola de Música de Vilnius amb Jeronimas Kačinskas. 1937/44, com a pianista va actuar amb el Teatre Estatal i l'Orquestra Simfònica Filharmònica de Vilnius, dirigida pel seu pare Stasys Šimkus, Jeronimas Kačinskas i Mykolas Bukša. 1944 va dirigir l'Orquestra Simfònica Filharmònica de Vilnius al Gran Palau de Concerts de la ciutat.
1944 es va retirar a Alemanya i després 1945/47 va fer d'acompanyant de molts concerts lituans i va emigrar als EUA el 1947/54. Organitzat i dirigit pel cor Šv. Parròquia lituana franciscana Lawrence, MA. Va estudiar a la Universitat Harvard, Cambridge, i el 1951 va obtenir un màster, i es va convertir en advocat-sociòleg.
1954 es va traslladar a Chicago, 1956/65, juntament amb Stepas Sodeika en el conjunt l'art Dainava. Ells van desenvolupar una sèrie d'aplicacions diferents i amb el conjunt realitzaven amb freqüència. A més de les activitats musicals, va treballar diverses lleis i administració de llocs de treball. A partir de 1979, va viure i treballat a Miami, Florida, el 1987 es va jubilar.
A. Šimkus va crear la cançó "Honor to You, Lord", "The Queen of Love", una petita cantata per a cor i soprano "Leiski us", poema per a cor i soprano "Chichinsk" (interpretat per 1965 per "Dainava" ensemble) i altres obres. Va escriure molt a la premsa sobre diversos temes de la vida musical. 1989, amb "Stasys Santvaras" va editar aquesta òpera de S. Šimkus Pagirėnai ("Poble prop de la casa pairal"). A. Šimkus durant la seva vida va visitar diverses vegades Lituània.